# Krallova ulica, Novo mesto
Krallova ulica je ulica v Novem mestu, ki poteka od samopostrežne trgovine v Šmihelu do priključka na cesto v Birčno vas. Obsega štirideset hišnih številk, od leta 1993 pa se imenuje po zgodovinarju in bibliotekarju Jožetu Krallu. Med letoma 1970 in 1993 je bila del ulice K Roku.